# San Benedetto dei Marsi
San Benedetto dei Marsi är en ort och kommun i provinsen L'Aquila i regionen Abruzzo i Italien. Kommunen hade 3 893 invånare (2018).
Marsernas huvudstad Marruvium låg i kommunen.